# Creu de terme das Laranjeiras

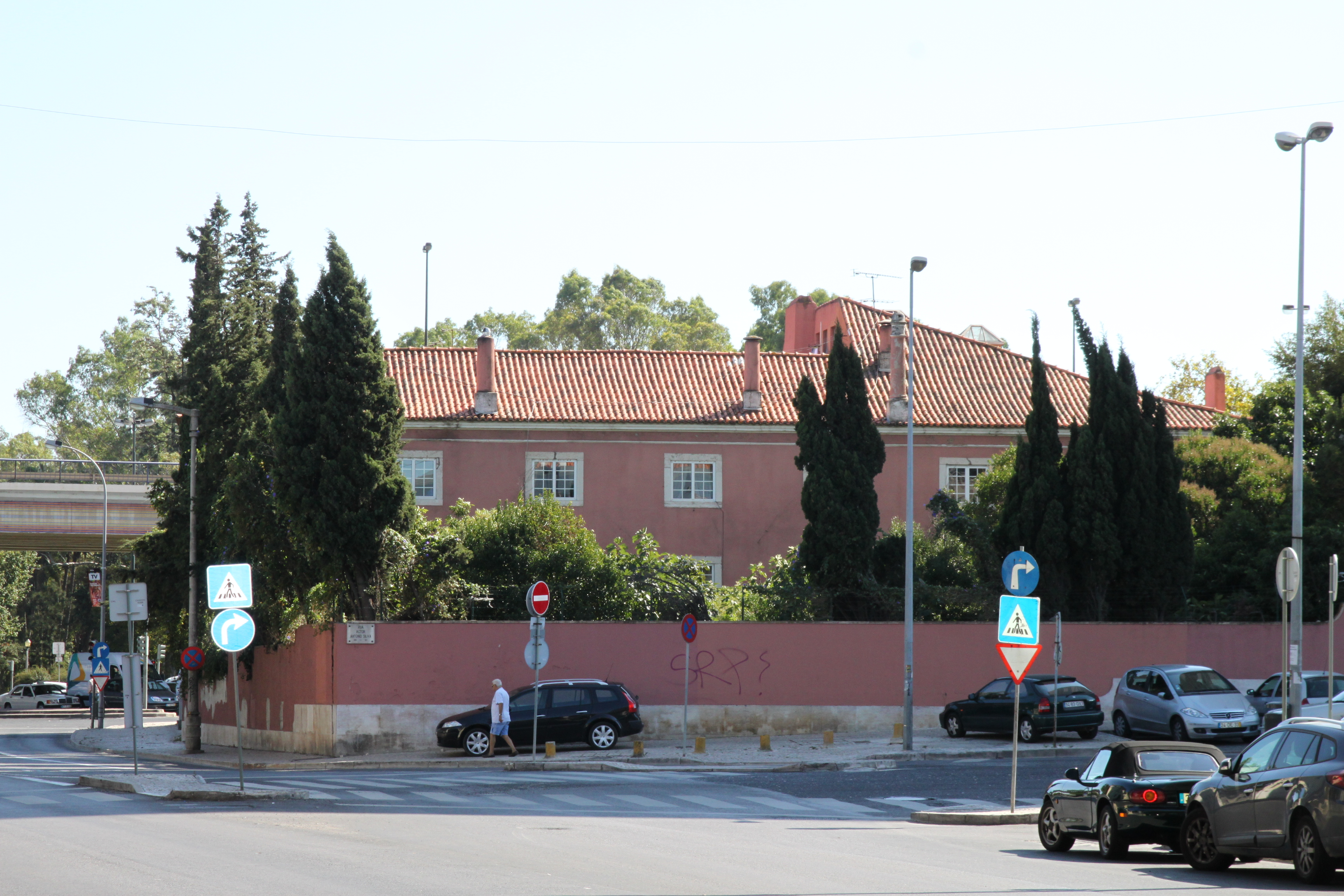
Palau del Comte de Vimioso, al pati del qual es troba la creu de terme das Laranjeiras

La creu de terme das Laranjeiras és una creu de terme, de la segona meitat del segle xv, que es troba a l'Alameda das Linhas de Torres, a la freguesia d'Alvalade, a Lisboa. Va ser feta erigir per Pedro Eanes. La base i el fust no en són els originaris. Els graons i la base són de calç, el fust de marbre i el capitell de gres. Aquest últim element conté elements vegetals esculpits i una inscripció. La creu, al cim, té flors de lis, un crist crucificat i una marededeu amb el nen.
Està classificat com a Monument Nacional, des del 1910, pel Decret de 16-06-1910, DG núm. 136, de 23-06-1910. El 2021, es trobava al pati del Palau del Comte de Vimioso.